# TMED10
La proteína 10 que contiene el dominio emp24 transmembrana es una proteína que en humanos está codificada por el gen TMED10 .
Este gen es miembro de la familia EMP24 / GP25L / p24 y codifica una proteína con un dominio GOLD. Esta proteína de membrana de tipo I se localiza en la membrana plasmática y las cisternas de Golgi y participa en el tráfico de proteínas vesiculares. La proteína también es miembro de un complejo heteromérico de secretasa y regula la actividad gamma-secretasa del complejo sin afectar su actividad epsilon-secretasa. Las mutaciones en este gen se han asociado con la enfermedad de Alzheimer familiar de inicio temprano. Este gen tiene un pseudogén en el cromosoma 8.